# Lasionycta pulverea
Lasionycta pulverea là một loài bướm đêm thuộc họ Noctuidae. It is has a restricted range ở Rocky Mountain foothills của Alberta from Nordegg to Blairmore, with a single specimen from Lethbridge.
Nó được tìm thấy ở subalpine parkland và is nocturnal.
Sải cánh dài 29–34 mm đối với con đực và 32 mm đối với con cái. Con trưởng thành bay vào đầu và giữa tháng 7